# جزیره جارویس
جزیره جارویس (به انگلیسی: Jarvis Island) جزیره‌ای به وسعت ۴٫۵ کیلومتر واقع در اقیانوس آرام جنوبی، جنوب جزیرهٔ کینگمن و ما بین جزایر کوک و هاوایی است. این جزیره بخشی از ایالات متحده آمریکاست.
این جزیره جزوی از جزایر لاین به‌شمار می‌رود.
در حال حاضر کسی در جزیرهٔ جارویس زندگی نمی‌کند.

## تاریخچه

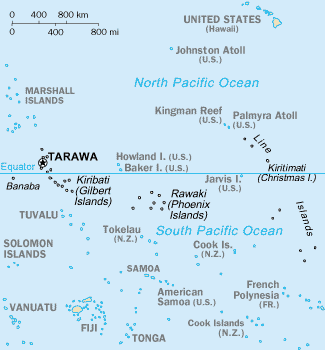

جزیرهٔ جارویس در ۲۱ اوت سال ۱۸۲۱ توسط بریتانیا کشف شد. این جزیرهٔ خالی از سکنه در سال ۱۸۵۸ ضمیمهٔ آمریکا شد؛ ولی در سال ۱۸۷۹ بار دیگر به حال خود رها شد، در سال۱۸۸۹ بریتانیا باز هم کنترل جزیره را به دست گرفت ولی پس از چندی بریتانیا باز هم این جزیره را رها کرد. در سال ۱۹۳۵ آمریکا مجدداً جزیرهٔ جارویس را مال خود کرد و تاکنون نیز این جزیره تحت تسلط آمریکا می‌باشد.

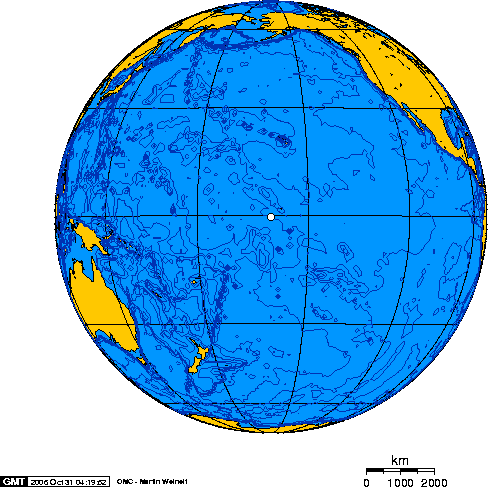

در سال ۱۹۳۵ آمریکا در ضلع غربی جزیره مکانی به نام میلرزویل احداث نمود که از آن به عنوان ایستگاه هواشناسی استفاده می‌شود. در سال ۱۹۵۷ که به نام " سال بین‌المللی ژئوفیزیک " نام گذاری شده بود به این جزیره سفر کردند و پس از چندی در سال ۱۹۵۸ جزیرهٔ جارویس را ترک گفتند. چندی پیش در جزیرهٔ جارویس گربه‌های شکاری بسیار زیادی زندگی می‌کردند که بسیاری از پرندگان دریایی را شکار می‌کردند به طوری که جمعیت این پرندگان در این جزیره به شدت کاهش یافت، مدتی بعد در سال ۱۹۸۳ تمامی گربه‌ها توسط گارد حیات وحش آمریکا جمع‌آوری و معدوم شدند.
اکنون حفاظت از جزیرهٔ جارویس بر عهدهٔ پناهگاه حیات وحش ملی آمریکا که جزئی از دپارتمان داخلی ایالات متحدهٔ آمریکا است، می‌باشد.